# Rastislav Trnka
Rastislav Trnka (ur. 21 maja 1984 w Koszycach) – słowacki samorządowiec, od 2017 roku przewodniczący kraju koszyckiego.        

## Życiorys
Uzyskał tytuł inżyniera na Wydziale Zarządzania w Koszycach Uniwersytetu Ekonomicznego w Bratysławie. W latach 2009–2012 był właścicielem jednoosobowej działalności gospodarczej. Od 2010 do 2014 roku był kierownikiem projektu na Uniwersytecie Pavla Jozefa Šafárika w Koszycach. W 2012 roku został dyrektorem wykonawczym firmy PM 4U.

### Działalność samorządowa
W wyborach samorządowych w 2010 roku startując z list Słowackiej Unii Chrześcijańskiej i Demokratycznej – Partii Demokratycznej (SDKÚ) został wybrany radnym dzielnicy Koszyce–Stare Miasto. Został następnie przewodniczącym SDKÚ w dzielnicy Stare Miasto. W wyborach regionalnych w 2013 roku wybrano go radnym kraju koszyckiego, kandydował z list koalicyjnego komitetu Ruchu Chrześcijańsko-Demokratycznego (KDH), Most-Híd i SDKÚ. W 2014 roku został wiceburmistrzem dzielnicy Koszyce–Stare Miasto. W tym samym roku wstąpił do partii Sieć. W 2016 roku wystąpił z tejże partii.
W wyborach w 2017 roku ubiegał się o urząd przewodniczącego kraju koszyckiego z list koalicyjnego komitetu Ruchu Chrześcijańsko-Demokratycznego, Wolności i Solidarności, Zwyczajnych Ludzie i Niezależnych Osobistości, Nova i ŠANCA. Uzyskał mandat wygrywając z 15 innymi kandydatami, otrzymał 59 599 głosów (37,8%). 4 grudnia tego samego roku objął urząd. We wrześniu 2018 roku został członkiem Europejskiego Komitetu Regionów, w którym dołączył do frakcji Europejskiej Partii Ludowej, a także zasiadł w Komisji Polityki Spójności Terytorialnej i Budżetu UE (COTER) oraz Komisji Środowiska, Zmiany Klimatu i Energii (ENVE). W 2020 roku wybrano go wiceprzewodniczącym komisji ENVE w tymże gremium.
W wyborach w 2022 roku uzyskał reelekcję jako przewodniczący kraju koszyckiego, otrzymał 110 362 głosy (51,3%).

## Życie prywatne
W 2017 roku wziął ślub z Patrícią.